# Agglomération montargoise et rives du Loing
Pour les articles homonymes, voir Loing (homonymie) et AME.
L'Agglomération montargoise et rives du Loing (AME, pour Agglomération Montargoise Et rives du loing) est une communauté d'agglomération française, située dans le département du Loiret et la région Centre-Val de Loire. Il s'agit de la première[réf. nécessaire] communauté d'agglomération en France. Son siège est la ville de Montargis.

## Historique
- 30 mai 1959 : création du district urbain de l'agglomération montargoise, le deuxième créé en France après celui de Montbéliard[1].
- 27 septembre 2001 : extension des compétences du District en vue de sa transformation en communauté d'agglomération
- 14 décembre 2001 : arrêté portant transformation du District en communauté d'agglomération
- 1er janvier 2002 : entrée en vigueur de la transformation en communauté d'agglomération
- 13 juin 2002 : refonte des statuts de la Communauté
- 19 février 2004 : adhésion des communes de Vimory et Conflans-sur-Loing
- 1er janvier 2013 : adhésion des communes de Chevillon-sur-Huillard, Lombreuil, Mormant-sur-Vernisson, Solterre et Saint-Maurice-sur-Fessard

## Territoire communautaire

### Géographie
Située à l'est du département du Loiret, l'intercommunalité Agglomération montargoise et rives du Loing regroupe 15 communes et présente une superficie de 231,2 km2.

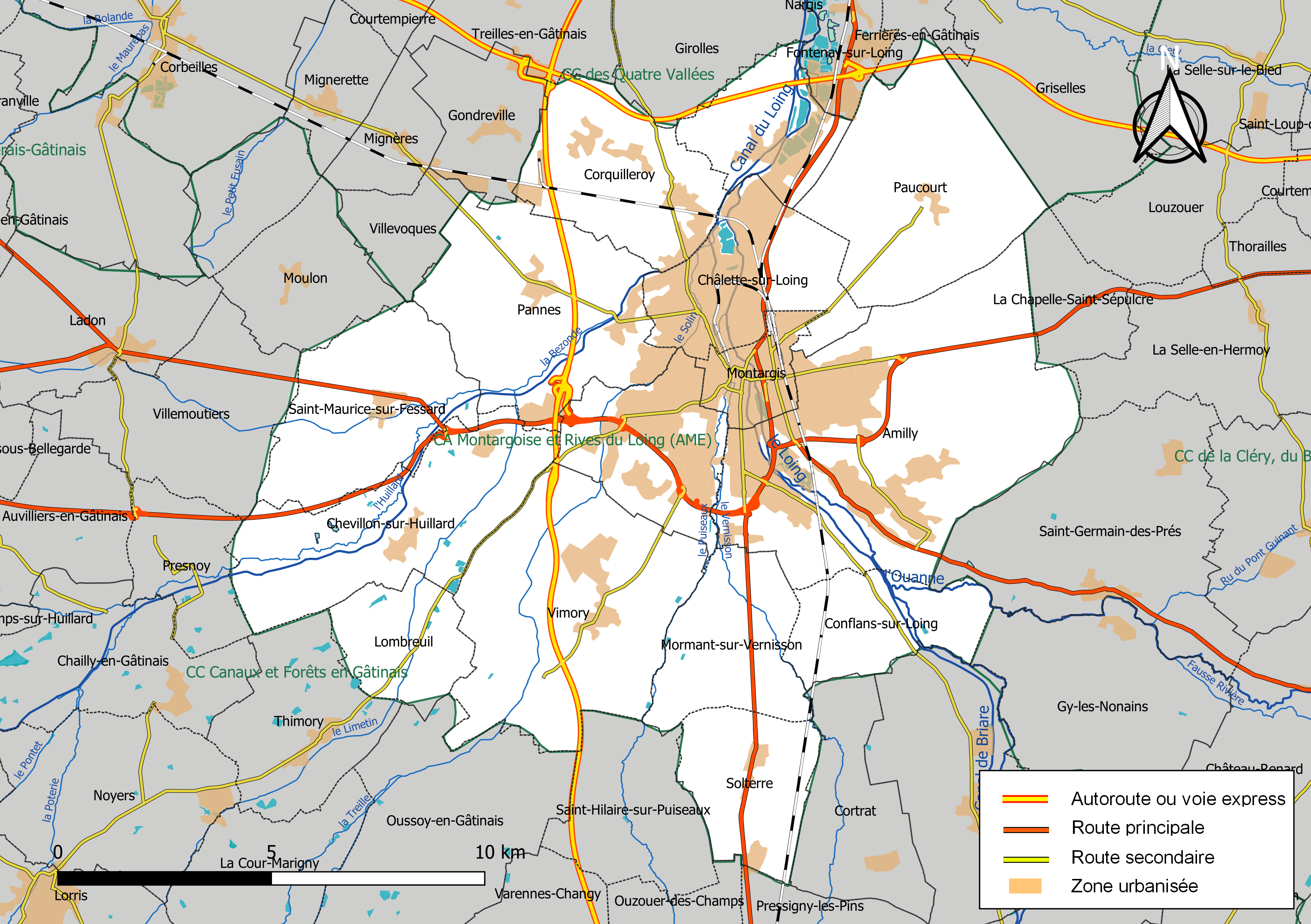
Carte de l'intercommunalité Agglomération Montargoise Et rives du loing au 1er janvier 2019.

### Composition

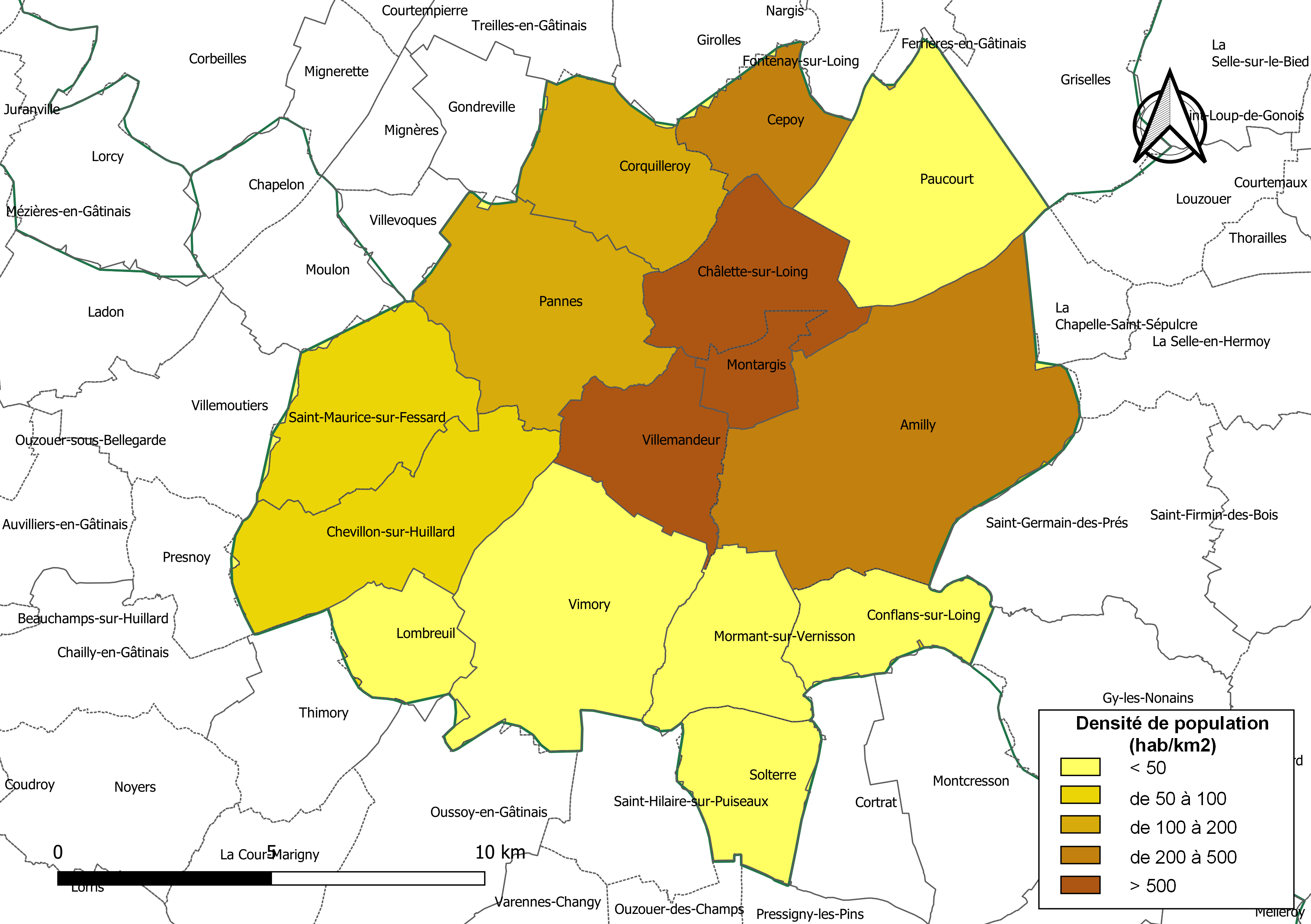
Carte des densités de population (millésimée 2016) des communes de l'intercommunalité Agglomération montargoise et rives du Loing. Composition en communes au 1er janvier 2019.

La communauté d'agglomération est composée des 15 communes suivantes :

| Nom                       | Code Insee | Gentilé          | Superficie (km2) | Population (dernière pop. légale) | Densité (hab./km2) |
| ------------------------- | ---------- | ---------------- | ---------------- | --------------------------------- | ------------------ |
| Montargis (siège)         | 45208      | Montargois       | 4,46             | 14 819 (2022)                     | 3 323              |
| Amilly                    | 45004      | Amillois         | 40,26            | 13 432 (2022)                     | 334                |
| Cepoy                     | 45061      | Cepoyens         | 8,52             | 2 346 (2022)                      | 275                |
| Châlette-sur-Loing        | 45068      | Chalettois       | 13,13            | 12 958 (2022)                     | 987                |
| Chevillon-sur-Huillard    | 45092      | Chevillonnois    | 19,34            | 1 504 (2022)                      | 78                 |
| Conflans-sur-Loing        | 45102      | Conflonais       | 9,14             | 362 (2022)                        | 40                 |
| Corquilleroy              | 45104      | Guillerois       | 13,96            | 2 840 (2022)                      | 203                |
| Lombreuil                 | 45185      | Lombaires        | 7,56             | 304 (2022)                        | 40                 |
| Mormant-sur-Vernisson     | 45216      | Mormantois       | 10,92            | 133 (2022)                        | 12                 |
| Pannes                    | 45247      | Pannois          | 20,84            | 3 719 (2022)                      | 178                |
| Paucourt                  | 45249      | Paucourtois      | 20,2             | 920 (2022)                        | 46                 |
| Saint-Maurice-sur-Fessard | 45293      | Saint-Mauriciens | 15,38            | 1 144 (2022)                      | 74                 |
| Solterre                  | 45312      | Solterriens      | 9,8              | 476 (2022)                        | 49                 |
| Villemandeur              | 45338      | Mandeurais       | 11,46            | 6 931 (2022)                      | 605                |
| Vimory                    | 45345      | Vimoriens        | 26,22            | 1 101 (2022)                      | 42                 |

### Démographie
| 1968   | 1975   | 1982   | 1990   | 1999   | 2006   | 2011   | 2016   | 2022   |
| ------ | ------ | ------ | ------ | ------ | ------ | ------ | ------ | ------ |
| 48 401 | 53 450 | 55 957 | 57 101 | 58 412 | 59 945 | 60 441 | 61 353 | 62 989 |

## Administration

### Siège
Le siège de la communauté d'agglomération est situé à Montargis.

### Les élus
Le conseil communautaire de la communauté d'agglomération se compose de 57 conseillers, représentant chacune des communes membres et élus pour une durée de six ans.
Ils sont répartis comme suit :
| Nombre de conseillers | Communes                   |
| --------------------- | -------------------------- |
| 12                    | Montargis                  |
| 10                    | Amilly, Châlette-sur-Loing |
| 6                     | Villemandeur               |
| 4                     | Pannes                     |
| 3                     | Cepoy, Corquilleroy        |
| 2                     | Chevillon-sur-Huillard     |
| 1 (+1 suppléant)      | les 7 autres communes      |

### Présidence
| Période                                  | Période                | Identité           | Étiquette       | Qualité |
| ---------------------------------------- | ---------------------- | ------------------ | --------------- | --- |
| District urbain                          |                        |                    |                 | |
| 1959                                     | 1971                   | Robert Szigeti     | PRRRS           | Maire de Montargis (1954 → 1971) Conseiller général de Montargis (1955 → 1967) Député du Loiret (4e circ.) (1958 → 1962)                  |
| Les données manquantes sont à compléter. |                        |                    |                 | |
| 1989                                     | avril 2001             | Max Nublat         | PCF             | Maire de Montargis (1977 → 1983 et 1989 → 1997) Conseiller général de Montargis (1998 → 2004) Conseiller régional du Centre (1986 → 1998) |
| avril 2001                               | décembre 2001          | Jean-Pierre Door   | RPR             | Maire de Montargis (2001 → 2018) Conseiller régional du Centre (1998 → 2002)                                                              |
| Communauté d'agglomération               |                        |                    |                 | |
| décembre 2001                            | avril 2018 (démission) | Jean-Pierre Door   | RPR puis UMP-LR | Maire de Montargis (2001 → 2018) Conseiller régional du Centre (1998 → 2002) Député du Loiret (4e circ.) (2002 → 2017 et 2018 → 2022)     |
| avril 2018                               | juin 2020              | Frank Supplisson   | LR              | Ancien premier adjoint au maire de Montargis                                                                                              |
| juin 2020                                | En cours               | Jean-Paul Billault | DVD             | Maire de Solterre (2014 → ) |

### Compétences
- Aménagement de l'espace communautaire
- Développement et aménagement économique
- Équilibre social de l'habitat
- Politique de la ville dans la Communauté
- Création, aménagement et entretien de la voirie d'intérêt communautaire
- Création, aménagement et gestion des parcs de stationnement
- Assainissement
- Construction, aménagement, entretien et gestion d'équipements culturels et sportifs d'intérêt communautaire
- Protection de l'environnement d'intérêt communautaire
- Ramassage et traitement des ordures ménagères
- Institut médico-éducatif (IME) en termes d'investissement
- Production, transport et stockage de l'eau potable
- Politique de développement touristique d'intérêt communautaire - Office de tourisme de l'agglomération
- Politique culturelle d'intérêt communautaire
- Politique sportive d'intérêt communautaire
- Office des retraités et personnes âgées du DAM (OPRADAM)
- Action en faveur de la lutte contre l'illettrisme
- Acquisition des terrains, construction, entretien et gestion des aires de stationnement des gens du voyage
- Politique du Contrat d'agglomération
- Comité des Œuvres Sociales (COS)
- Élaboration, modification, mise à jour, suivi, révision et approbation des documents d'urbanisme (plan local d'urbanisme) et exercice du droit de préemption urbain.

### Régime fiscal et budget
Le régime fiscal de la communauté d'agglomération est la fiscalité professionnelle unique (FPU).